# Evander (romersk mytologi)

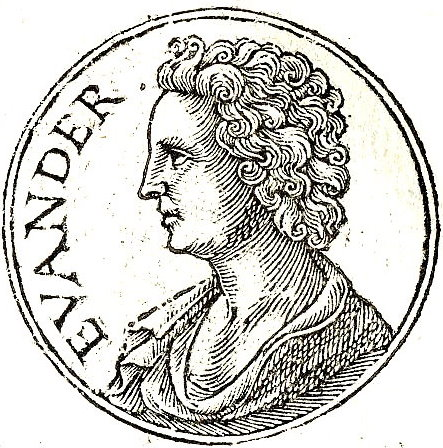
Evander.

Evander, även Euandros, är en gestalt i romersk mytologi. Han var son till Mercurius och Carmenta. Han anses ibland vara identisk med Faunus.
Enligt sagan var Evander arkadier från Pallantion, som bosatte sig på det palatinska berget vid Tiberfloden. Han skall ha uppträtt som lagstiftare samt främjare av sed och ordning i Latium. Där införde han bokstavsskriften och dyrkan av Herakles och den lycæiske Pan.